# Hasselwood Rock

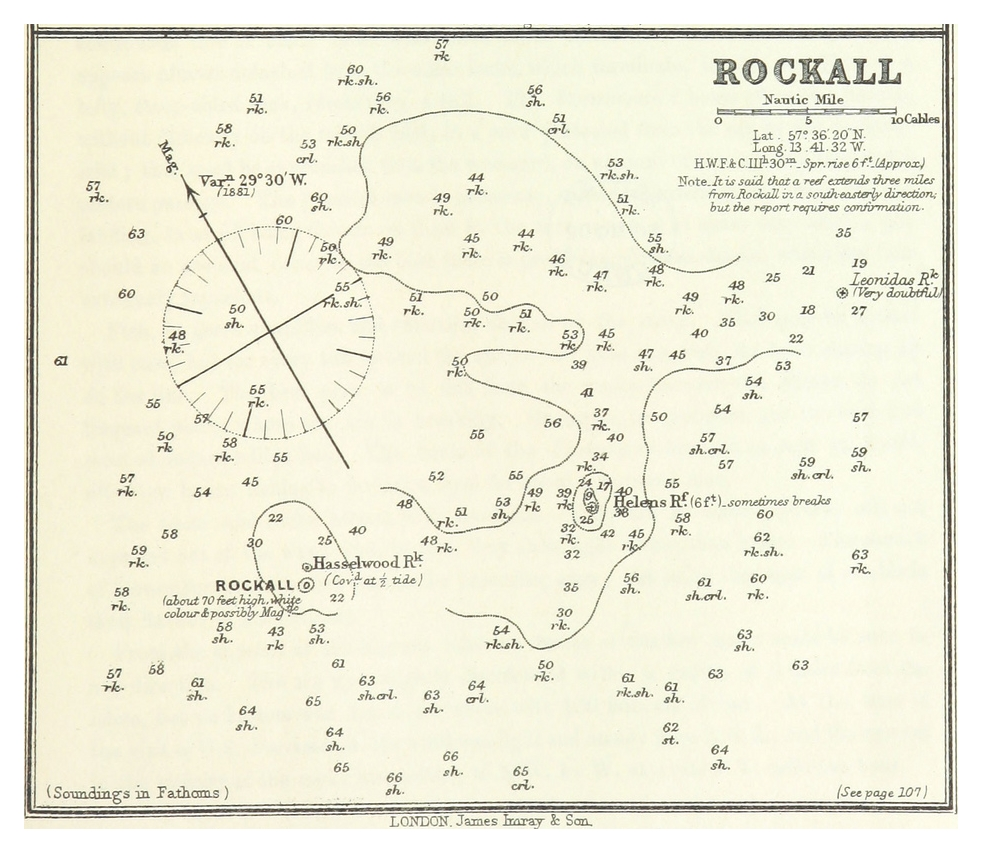
Seekarte Rockall von 1884, mit Hasselwood Rock und Helen’s Reef

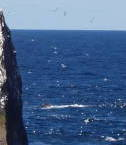
Hasselwood Rock ragt nur leicht aus dem Wasser erkennbar an der weißen Gischt, im Vordergrund der Rockall-Felsen

Hasselwood Rock ist eine unterseeische Klippe beziehungsweise ein Felsenriff. Es befindet sich rund 200 Meter nördlich der Felsinsel Rockall im Nordost-Atlantik. Das Riff ragt nur bei Niedrigwasser einen Meter aus dem Meer, ansonsten ist es überspült. Zwei Kilometer weiter östlich liegt Helen’s Reef auf der gleichen untermeerischen Bank.

## Geschichte
Der Felsen trägt den Namen des Seekapitäns, der ihn 1812 entdeckte.
Am 28. Juni 1904 lief das dänische Passagierschiff Norge auf den Felsen und sank innerhalb von 20 Minuten. Von den insgesamt 795 Menschen an Bord kamen 625 ums Leben, nur 170 überlebten. Es handelt sich um das bis dahin schwerste Schiffsunglück im Nordatlantik.
Das Vereinigte Königreich beansprucht seit 1955 die Souveränität über den Felsen. 1972 wurde der Felsen dem damaligen Distrikt Harris in der schottischen Verwaltungsgrafschaft Inverness-shire zugeschlagen. Damit gehört er heute zur Council Area Äußere Hebriden, ohne selbst Teil der Inselgruppe zu sein. Außerdem stellen Island und die dänischen Färöer Gebietsansprüche.